# Turnbull & Asser
Turnbull & Asser är ett klassiskt märke inom brittisk herrkonfektion som tillverkar och säljer skjortor av hög kvalitet.
Företaget etablerade sig på Jermyn Street i London 1885. Sedan 1980 är företaget hovleverantör till prins Charles, prins av Wales och var det första företaget som prinsen tilldelade den äran. Turnbull & Asser har även en butik i New York (Under några år fanns även en filial i Beverly Hills, Kalifornien) samt säljer även dess produkter via dess hemsida.